# Youen Durand
Yves Durand, dit Youen Durand, de son nom d'artiste, né le 12 septembre 1922 à Plobannalec-Lesconil et mort à Pont-l'Abbé le 24 novembre 2005, est un artiste  français, rattaché à l'art singulier, brut et naïf, connu et reconnu pour son œuvre unique de tableaux et maquettes en coquillages. On lui doit également des tableaux peints sur différents supports, toiles ou cartons.

## Biographie
Deuxième fils de Marie Leroux et de Laurent Durand, Youen Durand est né handicapé, son fémur gauche étant atrophié, ce qui lui rend la marche difficile. Ne pouvant pas courir, il lit beaucoup, souhaite devenir architecte et intégrer l'école d'architecture de Quimper. La Seconde Guerre mondiale éclate et l'école ferme. Il devient tailleur à domicile, mais le développement du prêt-à-porter dans les années 1950 le pousse à se reconvertir. Il se voit proposer un travail à la criée de Lesconil, qui compte à cette époque 58 chalutiers et 20 canots, laissant 400 marins débarquer chaque jour. Vendeur à la voix à partir de 1958, il devient directeur de la nouvelle criée en 1966, et ce jusqu'en 1986, année de sa retraite.
Son bureau est situé à l'étage, sans aménagement pour son handicap. En 1982, il se fait opérer, ce qui lui permet de marcher un peu mieux. Puis, à la fin de l'année 1986, vient l'heure de la retraite où il peut se consacrer entièrement à son art. 
Entre 1991 et 2000, à l'exception de 1995, Durand expose ses œuvres, chez lui, puis à la maison des associations de Lesconil. Ses archives montrent un nombre 61 872 visiteurs sur la décennie, pour une 48 980,05 francs reçus, intégralement reversés au CCAS de la commune. Par la suite, son état de santé se fragilise et il cesse toute activité.
En 2003, le collectionneur Jean-Claude Volot, en vacances sur Lesconil, découvre le travail de Youen Durand et en parle avec le critique d'art Laurent Danchin,  spécialiste de l'art brut. Souhaitant rencontrer Durand, Danchin le contacte par téléphone mais l'artiste se froisse lorsque le critique mentionne l'art brut, lui rétorquant : "je ne suis pas fou." La fatigue, puis la maladie de Durand feront que la rencontre n'aura pas lieu.
En 2005, Youen Durand lègue les œuvres en sa possession à la municipalité de Plobannalec-Lesconil : deux rosaces en pinna nobilis, une maquette (Carosse) et seize tableaux en coquillages.
Malade des poumons en partie à cause des vapeurs de la colle qu'il respire lors de ses collages, Youen Durand est hospitalisé à Pont-l'Abbé où il meurt le 24 novembre 2005.

## Technique

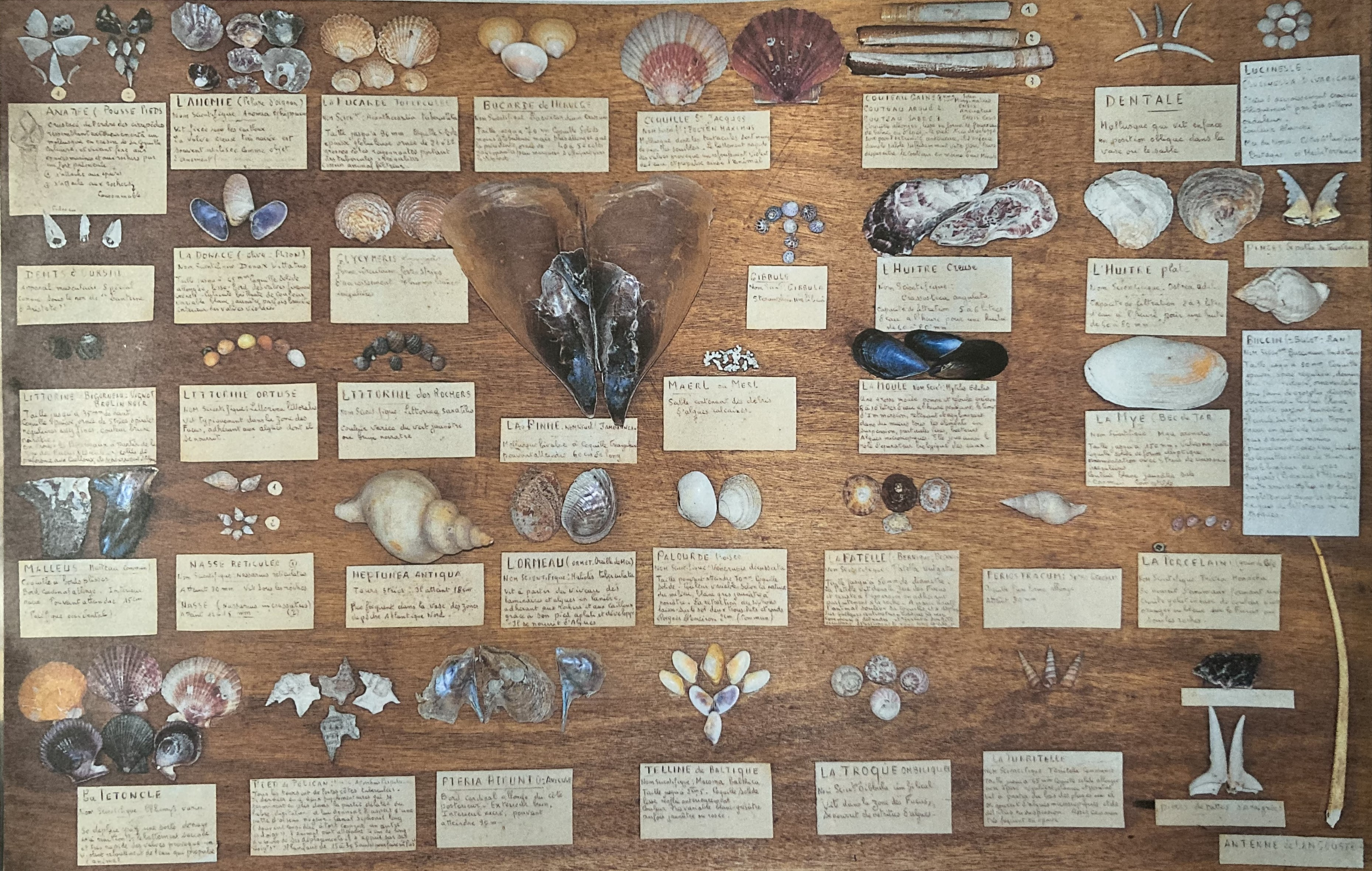
Tableau pédagogique des coquillages utilisés par Youen Durand

Les pêcheurs rapportaient les coquillages des côtes bretonnes mais aussi de plus loin, l'Irlande ou encore la mer du Nord, à Youen Durand. Il les lavait, puis les triait par genre et couleur dans son atelier, avant de les ranger dans de grands bocaux. Dans un souci pédagogique, il avait réalisé un panneau des coquillages utilisés, avec leurs noms et caractéristiques. En complément, le tableau des pétoncles montrait l’étendue de couleurs et nuances qu’un seul coquillage lui permettait d’obtenir.
Coquille Saint-Jacques, couteau, huître, moule, pelure d’oignon, pousse-pied… et de nombreux autres coquillages sont présents dans ses tableaux. Ils constituent la sublime palette de l'artiste, dans leurs couleurs naturelles. Tout d'abord, il fait des croquis, puis un grand dessin préparatoire qu'il décalque sur le support en bois déjà encadré préparé par le menuisier voisin. Il taille et casse les coquillages et choisit chaque morceau un à un, qu'il colle (comme une mosaïque) sur le fond  ou sur sur du carton mâché préalablement formé quand celui-ci est presque sec. 
"Il travaille à plat sur une table, dans son garage. Lors de ce travail à plat, il doit faire confiance à son dessin, car il ne voit jamais son œuvre en face telle que finie il l'accrochera au mur". Il parvient ainsi à créer ses tableaux en relief, aussi proches de la sculpture que de la peinture. Il faut environ 120 kg de coquillages pour un tableau, et après découpe et tri, il en reste environ 25 kg sur le tableau.
Nous n'avons aucune image de l'artiste dans son atelier. Peu de gens y étaient admis. Il travaillait souvent la nuit, des heures durant.
Un document écrit de sa main indique : "Toutes ces œuvres (travaux exécutés de 1957 à l'an 2000) sont inédites et en relief. Chaque tableau représente de deux à six mois de travail suivant la grandeur du sujet. Les coquillages utilisés sont tous dans leurs couleurs naturelles et d'origine des côtes bretonnes et pêchés par les chalutiers et côtiers. Pas la moindre couleur de peinture, ils ont reçu en fin de création un vernis ultra marin incolore qui donne aux couleurs leur teinte d'origine (comme dans la mer)."
En 1999, France 3 Bretagne diffuse un reportage capté dans la maison de l'artiste dans le cadre de l'émission Du-mañ Du-se, dans laquelle il explique, en breton, son travail au journaliste Manu Mehu. C'est le seul témoignage enregistré de l'artiste.

## Réception critique
Francis Pierre écrit : « Youen n'apparaît pas sur les écrans du radar de l'art. Il s'est toujours refusé à vendre ses tableaux malgré quelques juteuses propositions. Estimait-il que son art n'avait pas de prix ? Il avait choisi de rester à l'écart du grand cirque de l'art, par crainte d'y perdre son âme. Ses œuvres sont maintenant réparties entre sa famille, quelques proches et la commune qui a bénéficié d'un legs à la mort de l'artiste. Grâce à la municipalité et à une association, son œuvre est de nouveau montrée au grand jour pour le bonheur de tous. »

## Hommages
En 1997, l'écrivain François Caradec présente le travail de Youen Durand. L'article est publié dans son ouvrage posthume Entre miens. D'Alphonse Allais à Boris Vian.

« Yves Durand, artiste en coquillage de Lesconil, près de Pont-l’Abbé. Il tient avant tout à souligner que les couleurs de ses tableaux sont naturelles sans aucun colorant ni peinture.
Il trie des masses de coquillages d’hiver qui lui sont apportés par les marins ses amis, les classes par variété de couleurs, en découpe certains pour ne garder que les surfaces colorées.
C’est un véritable naïf, car pour lui, ce qui compte c’est le “record” (en ce sens l’Oulipo est aussi naïf, et cela n’avait pas dû échapper à Raymond Queneau ou encore moins à François Le Lionnais). Tel tableau lui a coûté cinq mois de travail (et il se rengorge si on s’exclame d'admiration) et pèse plus de 40 kg.
Le plus difficile, dit-il, c’est de trouver l’idée. Alors je rumine pendant longtemps, je fais des croquis, et enfin un grand dessin préparatoire. Je vais faire un grand cadre au format par un menuisier, avec un fond en bois, une planche de 2 centimètres d’épaisseur, et je décalque mon dessin préparatoire sur le fond : je travaille à plat sur une table, dans mon garage.
Lors de ce travail à plat, il doit faire confiance à son dessin, car il ne voit jamais son œuvre en face, telle que finie il accrochera au mur.
Il ne veut rien vendre. Il admet que la municipalité du petit port de Lesconil voudrait bien avoir ses tableaux ; mais on sent qu’il hésite à faire une donation, tant qu’il voudrait être assuré qu’ils soient exposés dans un local spécialement éclairé à son idée.
On imagine malheureusement qu’à sa mort, sa veuve se débarrassa de toutes ces saloperies vite fait. Quelques tableaux resteront à Lesconil : à la mairie dans la salle des mariages, dans la salle du fond d’un café du port… Dans quel état ? Malgré leur fragilité, et l’absence de vitre protectrice, ces tableaux en coquillage sont encore rigoureusement intacts ; Seul le vernis (dont il garde jalousement la recette) commence à jaunir un peu. »

En 2013, une association éponyme est créée, qui a pour objectifs « d'entretenir et promouvoir l’œuvre de Youen Durand, agir pour que son œuvre soit mieux connue et développer les recherches à son sujet ».

## Œuvres

### Peintures
Les peintures de Youen Durand ne sont pas datées.
- La Grande Odalisque, d'après Jean-Auguste-Dominique Ingres, mairie de Plobannalec - Lesconil.
- Échoué, localisation inconnue.
- Le Port, localisation inconnue.
- Le Port 2, localisation inconnue.
- Le Port à marée basse, localisation inconnue.
- Oiseaux au couchant, localisation inconnue.
- Bouquet 1, mairie de Plobannalec - Lesconil.
- Bouquet 2, mairie de Plobannalec - Lesconil.
- L'Oiselière [?], localisation inconnue.
- La Bigoudène, localisation inconnue.

### Maquettes en coquillages
- Caravelle, collection privée.
- Vaisseau, collection privée.
- Galère de Malte, collection privée.
- Carrosse, collection publique, mairie de Plobannalec-Lesconil.
- Drakkar, collection privée.

### Tableaux en coquillages
- Collection publique, mairie de Plobannalec-Lesconil.
  - Le Port byzantin, 1981, 170 × 90 cm, restauré en 2015[5].
  - Liberté, les chaînes brisées, 1988, 100 x 75 cm
  - Mythologie, Bellerophon monté sur Pégase terrassant la Chimère, 1988, 110 × 176 cm.
  - La Bigoudène, d'après un tableau de l'artiste, 1988, 68 x 79 cm
  - Scène de la vie tropicale, 1990, 80 x 100 cm
  - Les Musiciennes, 1991, 142 x 82 cm
  - La Bretagne paysanne et maritime, sous-titré les travailleurs, 1992, 162 × 87 cm.
  - La Leçon de piano, 1992, 75 × 95 cm.
  - Les Merveilles de la nature, 1994, 80 x 100 cm
  - L'Oiselière, 1997, 75 x 100 cm
  - L'Hallali, 1995, 75 x 100 cm
  - Le Jardin d'enfants, 1995, 130 x 82 cm
  - Mon univers, 1992, 150 x 100 cm
  - Le Berceau, 1998, 80 x 100 cm
  - Le Rêve d'Aurélie, 1999, 80 x 100 cm
  - Si tous les enfants du monde, 2000, 114 x 94 cm
- Collections privées
  - Ballet aquatique, 1988, 67 x 78 cm
  - Le Charmeur de serpent, 1990, 60 x 75 cm
  - Le Paon, 1990, 60 x 75 cm
  - Le combat des licornes, 1988
  - Nature morte ou le bouquet, 1988
  - L'hymne à l'amour, 1989, 132 x 82 cm
  - Le vieux marin et la mouette, 1990
  - La femme papillon, 1992 1993
  - Retour de mer, 1992

## Expositions
- 1991-2000 (sauf en 1995) : Plobannalec-Lesconil, « L'art des coquillages » Expositions qui se déroulent du vivant de l'artiste, dans sa maison dans un premier temps, puis à la maison des associations de Lesconil par la suite. Youen Durand n'a jamais souhaité vendre ses œuvres. Un document trouvé dans les papiers de l'artiste présente le décompte précis de visiteurs aux différentes expositions, plus de 4 000 à chaque fois, avec plus de 8 000 la première année. Les dons des visiteurs étaient reversés par l'artiste au centre communal d'action social, soit un total d'un peu moins de 50 000 francs pour les neuf expositions, entre 1991 et 2000[6].
- 2014 : centre d'art contemporain de l'abbaye d'Auberive, « Mycelium : génie savant, génie brut »[7].
- 2015 :
  - Plobannalec-Lesconil, « Coquillages et Debords de plage » ;
  - Rothéneuf, « L'art brut en Bretagne ».
- 2016 :
  - Laval, « De Bric, De Broc » ;
  - Plobannalec-Lesconil, « Youen Durand, l'art des coquillages ».
- 2017 :
  - Plobannalec-Lesconil, « Youen Durand invite Mich Mao “Art singulier”» ;
  - Treffiagat, « L'art des coquillages », Paul Amar et Youen Durand.
- 2018 : Plobannalec-Lesconil, « Youen Durand invite Alexandre Duigou ; “raconte nous les coquillages” ».
- 2019 : Loctudy, manoir de Kerazan, « L'art des coquillages ».
- 2020 : Plobannalec-Lesconil, "Youen Durand invite Raymonde Dohin".
- 2021 :
  - L'Hôpital-Camfrout, salle des expositions, « Youen Durand et la mer », du 9 juillet au 8 août ;
  - Plobannalec-Lesconil, « Youen Durand invite Aube Ellëouet », du 17 août au 5 septembre ;
  - Guilvinec, à l'Abri Marin, médiathèque, « Youen Durand et la mer », du 7 septembre au 9 octobre.
- 2022 : 
  - Plobannalec-Lesconil (au Sémaphore), Youen Durand invite Marc Morvan (sculpteur)
- 2023 :
  - La sacristie de la chapelle de Tronoën à Saint-Jean-Trolimon, « Youen Durand à Tronoën »
- 2024 :

Plobannalec-Lesconil (au Sémaphore), Youen Durand invite Henry Kerisit (dessinateur de portraits de bateaux)
- 2025 : 
  - Plobannalec-Lesconil : médiathèque : « La magie des coquillages », du 5 avril au 3 mai
  - Plobannalec-Lesconil : Temple des Arts : « Youen Durand invite Fanch Savina : Le peuple des grève » du 19 août au 21 septembre